# Use Somebody
Use Somebody — рок-баллада американской рок-группы Kings of Leon с их 4-го студийного альбома Only by the Night, вышедшая отдельным синглом 9 декабря 2008 года. 31 января 2010 года песня получила три премии Грэмми: За лучшую запись года, За лучшую рок-песню, За лучшее вокальное рок-исполнение группой, а также номинацию в категории Премия «Грэмми» за лучшую песню года.

## История
Песня получила положительные отзывы музыкальной критики и интернет-издавний, в том числе от таких как Микаэл Вуд (Mikael Wood, Entertainment Weekly, Ник Левайн (Nick Levine, Digital Spy), Гэвин Хайнс (Gavin Haynes, NME).
В Австралии сингл 6 недель был на первом месте в Official Airplay Chart. В США «Use Somebody» возглавлял многие форматы чартов, став 4-й в истории песней, которая возглавляла радиочарты Mainstream Top 40, Adult Top 40, Alternative Songs и Triple A (первыми тремя были песни «Slide» группы Goo Goo Dolls, «Every Morning» группы Sugar Ray и «Boulevard of Broken Dreams» группы Green Day). Сингл продержался 57 недель в Hot 100 и достиг № 4 в общенациональном хит-параде Hot 100 и первого места в Pop Songs и в Billboard Hot Modern Rock Tracks (ныне «Alternative» chart), став их 2-м из трёх чарттопперов в этом рок-чарте. «Use Somebody» также достиг первого места в Adult Top 40 Chart .
Сингл с песней имел большой коммерческий успех и получил платиновый статус в Австралии и США (где было продано более 4 млн копий), более 1 млн копий было продано в Великобритании, где он достиг № 2 в британском UK Top 75, пробыв там 65 недель и стал 8-м в истории синглом по длительности нахождения в хит-параде (в Top 100 он пробыл 85 недель).

## Список композиций
CD single
1. «Use Somebody» — 3:51
2. «Knocked Up» (Lykke Li vs. Rodeo Remix) — 5:34

iTunes exclusive EP
1. «Use Somebody» — 3:51
2. «Knocked Up» (Lykke Li vs. Rodeo Remix) — 5:34
3. «Frontier City» — 3:36
4. «The Bucket» (CSS Remix) — 3:43

## Чарты и сертификация
| Чарт (2008-10)                               | Высшая позиция |
| -------------------------------------------- | -------------- |
| Австралия (ARIA)                             | 2              |
| Австрия (Ö3 Austria Top 40)                  | 12             |
| Бельгия/Фландрия (Ultratop 50)               | 1              |
| Бельгия/Валлония (Ultratop 50)               | 19             |
| Канада (Billboard Canadian Hot 100)          | 8              |
| Дания (Tracklisten)                          | 9              |
| Франция (SNEP)                               | 44             |
| Германия (GfK)                               | 9              |
| Ирландия (IRMA)                              | 6              |
| Нидерланды (Dutch Top 40)                    | 7              |
| Новая Зеландия (Recorded Music NZ)           | 5              |
| Норвегия (VG-lista)                          | 5              |
| Польша (Polish Airplay Top 100)              | 1              |
| Швеция (Sverigetopplistan)                   | 7              |
| Швейцария (Schweizer Hitparade)              | 2              |
| Великобритания (OCC UK Singles)              | 2              |
| США (Billboard Hot 100)                      | 4              |
| США (Billboard Adult Alternative Songs)      | 1              |
| US Adult Contemporary (Billboard)            | 13             |
| США (Billboard Adult Pop Airplay)            | 1              |
| США (Billboard Alternative Airplay)          | 1              |
| США (Billboard Hot Rock & Alternative Songs) | 2              |
| США (Billboard Mainstream Rock)              | 25             |
| США (Billboard Pop Airplay)                  | 1              |

| Чарт (2013)        | Высшая позиция |
| ------------------ | -------------- |
| South Korea (Gaon) | 188            |

| Чарт (2008)                          | Позиция |
| ------------------------------------ | ------- |
| UK Singles (Official Charts Company) | 51      |

| Чарт (2009)                          | Позиция |
| ------------------------------------ | ------- |
| Australia (ARIA)                     | 38      |
| Canada (Canadian Hot 100)            | 10      |
| New Zealand (RIANZ)                  | 47      |
| Switzerland (Schweizer Hitparade)    | 47      |
| UK Singles (Official Charts Company) | 13      |
| US Billboard Hot 100                 | 14      |
| US Adult Top 40 (Billboard)          | 3       |
| US Hot Rock Songs (Billboard)        | 1       |
| US Mainstream Top 40 (Billboard)     | 11      |

| Чарт (2000—09)                       | Позиция |
| ------------------------------------ | ------- |
| UK Singles (Official Charts Company) | 32      |

| Регион | Сертификация  | Продажи   |
| --- | ------------- | --------- |
| Австралия (ARIA) | 2× Платиновый | 140 000^  |
| Австрия (IFPI Austria) | Золотой       | 15 000*   |
| Бельгия (BEA) | Платиновый    | 30 000*   |
| Дания (IFPI Danmark) | Золотой       | 7500^     |
| Германия (BVMI) | Золотой       | 150 000^  |
| Италия (FIMI) | Золотой       | 25 000    |
| Мексика (AMPROFON) | Золотой       | 30 000*   |
| Новая Зеландия (RMNZ) | Платиновый    | 15 000*   |
| Швейцария (IFPI Switzerland) | Золотой       | 15 000^   |
| Великобритания (BPI) | 4× Платиновый | 2 400 000 |
| США (RIAA) | Платиновый    | 1 000 000 |
| * Данные о продажах приведены только на основе сертификации. · ^ Данные о тиражах приведены только на основе сертификации. · Данные о продажах + прослушиваниях приведены только на основе сертификации. |               |           |